# 囉哩山蟲屬
囉哩山蟲屬又稱羅哩山蟲或儸哩山蟲，是屬於囉哩山蟲科的原始葉足動物，發現於中國雲南省玉溪市海口鎮的澄江化石地，屬於寒武紀時期的帽天山頁岩（黑林铺组玉案山段）。

## 描述
身體細長型，細長的副肢上具有彎曲的爪，因此可能以爬行的方式進行移動。全長可能不超過 2 公分（約 1 至 1.5 公分）。由於在化石附近經常發現許多海綿的化石，推測身上應有海綿附著。背上有兩排背刺，具有 14 對副肢，副肢上有類似鋼毛的毛狀物。具有構造簡單的單眼。化石罕見，已知的標本自 1984 年由古生物學家侯先光發現（正模標本編號 ELI-JSM0020A）以來僅有六具。
而被認為可能屬於囉哩山蟲的神奇啰哩山虫化石採集自雲南澄江海口鎮的尖山剖面（筇竹寺階玉案山段），全長約 1.4 公分，和囉哩山蟲一樣具有單眼，其中編號 ELI-M0015 的化石標本保存狀況良好，屬於完整或近乎完整。